# Bougainvillia meinertiae
Bougainvillia meinertiae is een hydroïdpoliep uit de familie Bougainvilliidae. De poliep komt uit het geslacht Bougainvillia. Bougainvillia meinertiae werd in 1923 voor het eerst wetenschappelijk beschreven door Jäderholm. 